# Hardeberga församling
Hardeberga församling var en församling i Lunds stift och i Lunds kommun. Församlingen uppgick 2006 i Södra Sandby församling.

## Administrativ historik
Församlingen har medeltida ursprung. 
Församlingen var till 2006 i pastorat med (Södra) Sandby församling, före omkring 1570 och mellan 1670-talet och 1943 som moderförsamling, däremellan och efter 1943 som annexförsamling och från 1962 även med Revinge församling ingående i pastoratet. Församlingen uppgick 2006 i Södra Sandby församling.

## Kyrkor
- Hardeberga kyrka